# Hugo Tutein Nolthenius
Hugo Tutein Nolthenius (Amsterdam, 2 augustus 1863 - Delft, 13 december 1944) was een Nederlands industrieel en kunstverzamelaar.
Van 1878 tot 1881 was Tutein Nolthenius werkzaam bij de fabriek "De Atlas". Hij volgde colleges aan de Technische Hoogeschool Delft en trad in dienst bij de Nederlandse Oliefabriek te Delft, waar hij tot onderdirecteur werd benoemd. Van 1898 tot 1920 was hij directeur van de nieuw opgerichte Fransch-Hollandsche Oliefabrieken Calvé-Delft N.V. te Delft, waarin de Nederlandsche Oliefabriek werd ingebracht.
De kunstcollectie die Tutein Nolthenius gedurende zijn leven opbouwde was zeer divers en bestond uit verschillende materialen. Zo had hij bijzondere interesse in oosters keramiek. In zijn herenhuis in Delft hingen werken van onder anderen Vincent van Gogh, Johan Thorn Prikker en Isaac Israëls. Aan het begin van de twintigste eeuw werd zijn naam in één adem genoemd met verzamelaars als de Voorburgse industrieel Lodewijk Cornelis Enthoven en Helene Kröller-Müller. Evenals die laatste werd ook Tutein Nolthenius geadviseerd door een van Nederlands bekendste kunstcritici, H.P. Bremmer.
Ook als directeur van Calvé-Delft wist hij uiting te geven aan zijn voorliefde voor toegepaste kunst. De bijzondere reclameaffiches, naar het ontwerp van Jan Toorop, zijn hiervan een treffend voorbeeld. Deze werden uitgevoerd in jugendstil, een stijl die sinds de uitgave van de affiches in Nederland ook bekendstaat als slaoliestijl. Tutein Nolthenius bracht op deze manier de bevolking in aanraking met (vernieuwing in) de kunsten. Ook zijn eigen kunstverzameling diende dit doel. Verschillende malen stelde hij zijn collectie tentoon. 